# 电流战争

托马斯·爱迪生, 美国发明家、商人，拥有众多重要的发明专利，被传媒授予“门洛帕克的奇才”称号，推动了直流输电网络的发展

电流战争是19世纪80年代后期，托马斯·爱迪生推广的直流输电系统，与乔治·威斯汀豪斯（总部设在宾夕法尼亚州匹兹堡的西屋公司的老板）以及几家欧洲公司所倡导的交流输电系统之间的一场商业斗争。

## 背景

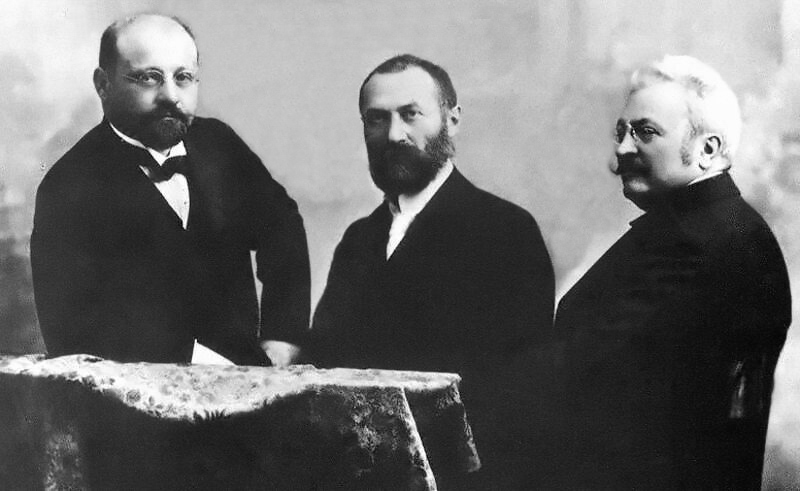
匈牙利"ZBD"团队（Károly Zipernowsky，Ottó Bláthy和Miksa Déri）。首先发明封闭核心并联变压器的三位发明家，也是现代配电系统的发明者，从干路上并联替代原来的串联

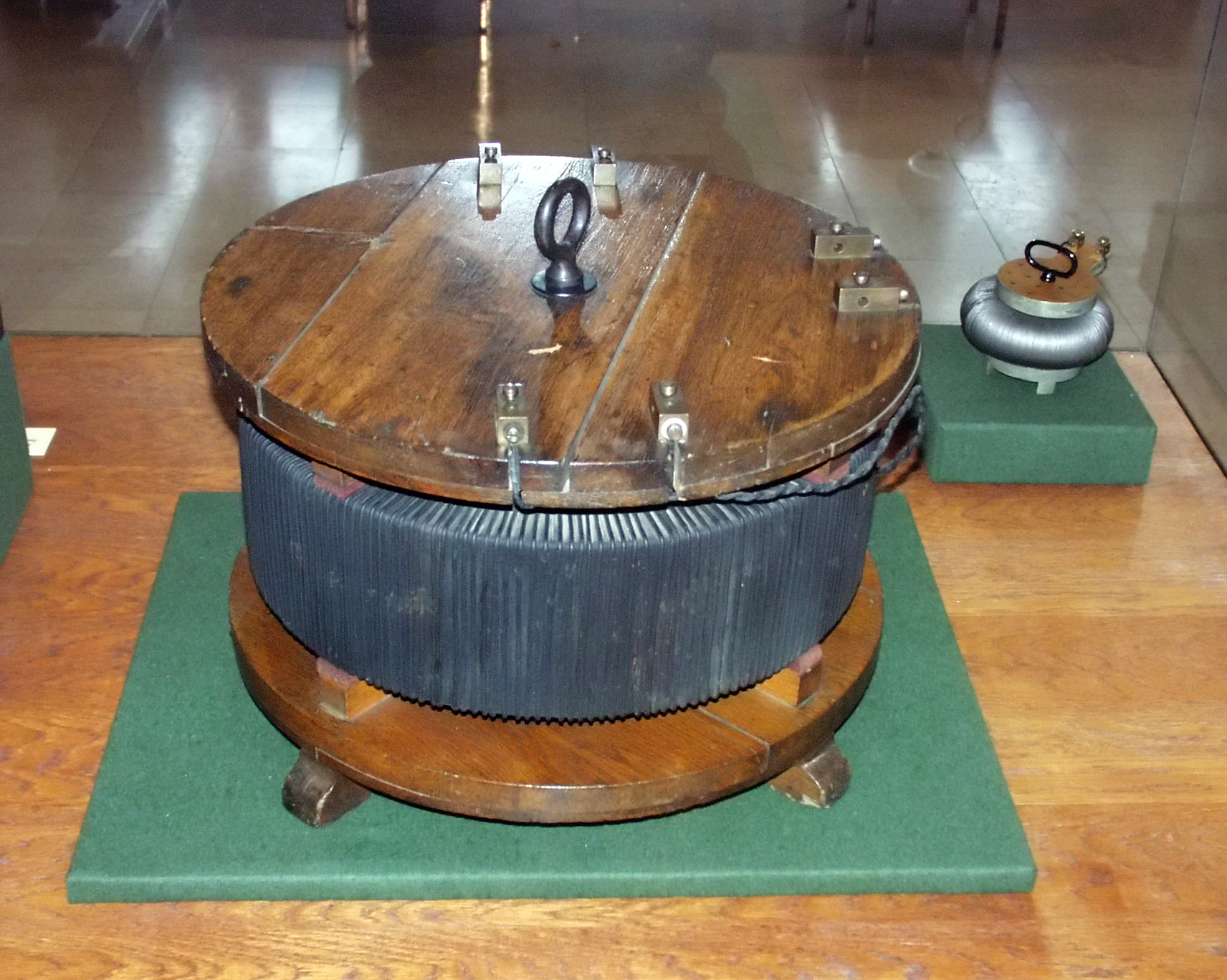
塞切尼·伊什特万纪念展上展出的变压器的原型（匈牙利Nagycenk）

在配电系统发明初期，爱迪生的直流输电系统是当时美国的标准，而且爱迪生也不想失去他所有的专利使用费。直流电对于当时的主要负载——白炽灯和电机来说工作的很好。直流电可以直接连接到蓄电池上，提供负载的平衡，当发电机停电时还能作为备用电源来工作。直流发电机可以轻松地并联，当电能需求小的时候可以关掉一些发电机以节约能源，并且多个发电机并联可以提高整体的可靠性。在爱迪生引入这套直流系统的时候，还没有能够实用的交流电动机。爱迪生發明了一种电能表，让用户可以根据消耗电能的多少来付费，但是这种电能表只能在直流电下工作。当年的开式核心双极变压器（open-core bipolar transformers）的效率非常低。早期的交流电系统使用串联的电流分配系统，这个根本上的缺陷使得关掉或断开线路上的单一负载会造成回路中其他设备电压的变化。 在1882年，直流输电系统没有这些缺点，在当时有很大的优势。
交流电最初由Guillaume Duchenne(19世纪50年代)，Ganz Works（19世纪70年代），Sebastian Ziani de Ferranti（19世纪80年代），Lucien Gaulard和加利莱奥·费拉里斯在欧洲开发。
1884年秋天，匈牙利的“Z.B.D”团队（Károly Zipernowsky，Ottó Bláthy和Miksa Déri）在Ganz Works发明了一种效率很高的闭式变压器。 Z.B.D 发明的新变压器比Lucien Gaulard和John Dixon Gibbs发明的单相开式变压器的效率提高了3.4倍今天我们使用的变压器与当年三位发明家所发明的变压器的基本原理是一样的。他们的专利还包括一个很大的革新：在输电系统中使用并联代替串联。 Ottó Bláthy 还发明了交流电能表以弥补交流电与直流电竞争上的劣势。1886年，在使大都市罗马电气化后，交流电的可靠性得到了很大的提高。

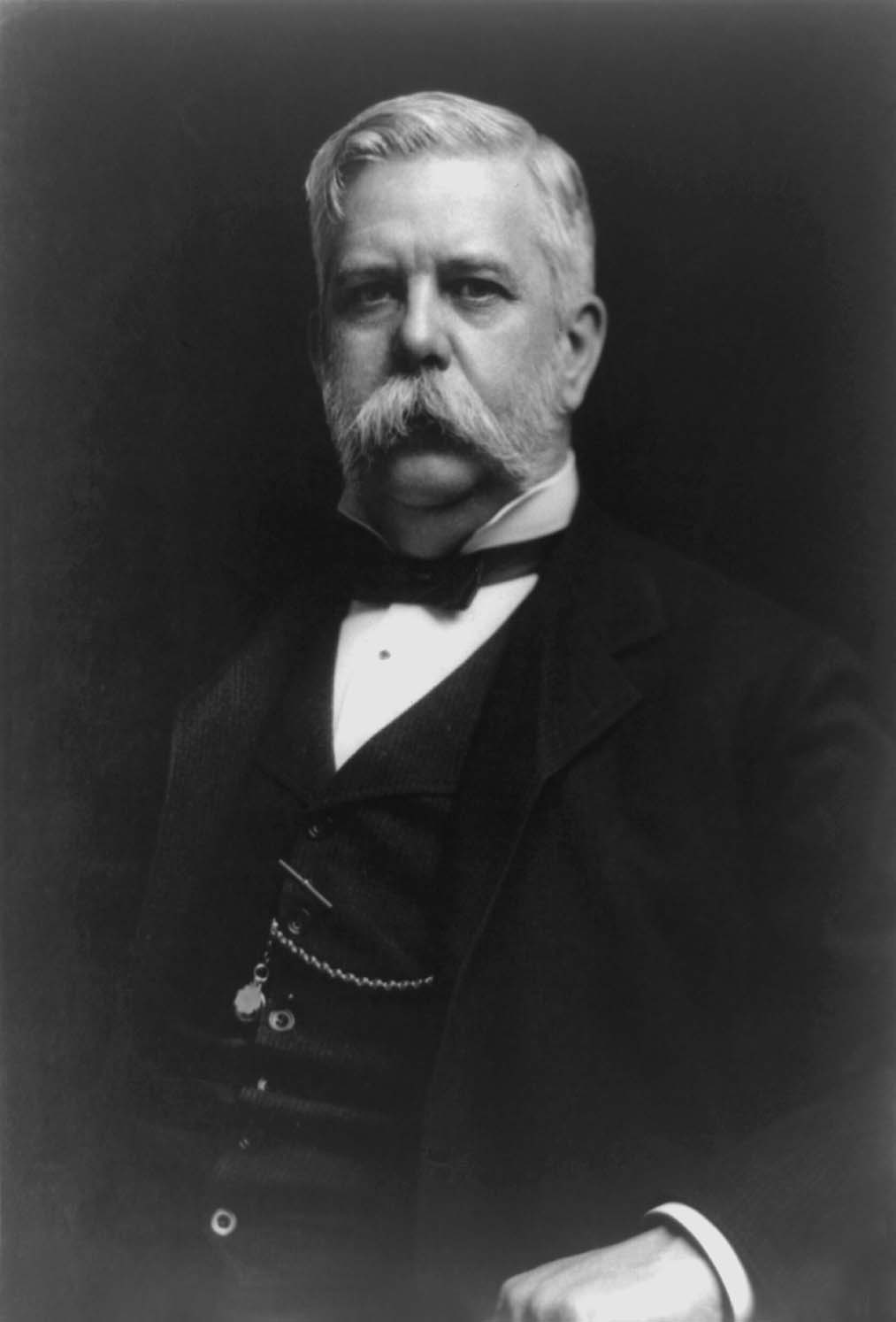
乔治·威斯汀豪斯，美国企业家、工程师，为实用化交流电的发展提供了资金支持

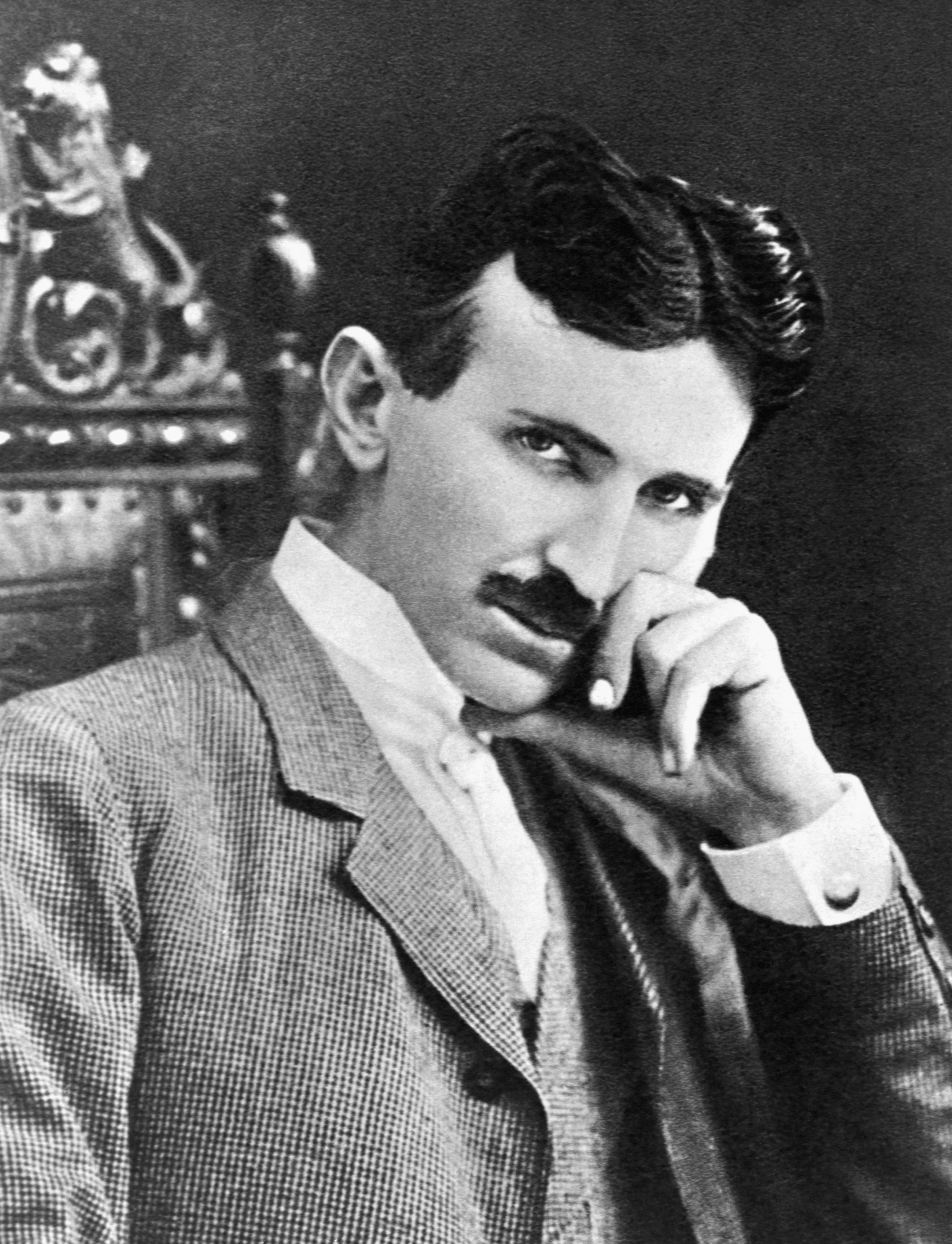
尼古拉·特斯拉，发明家，物理学家，机电工程师，持有威斯汀豪斯交流系统中的多项专利

在北美，相信交流电这一新技术的人是乔治·威斯汀豪斯，他愿意投资这项技术，并雇佣了威廉·史坦雷来研发新型的升压和降压变压器以应用在输电系统中。在史坦雷离开西屋公司后，Oliver B. Shallenberger接管了交流电项目。1888年7月，威斯汀豪斯得到了尼古拉·特斯拉的多相交流感应电机和变压器专利许可，并聘请特斯拉作为顾问在西屋公司匹兹堡实验室工作一年。威斯汀豪斯购买了加利莱奥·费拉里斯的一个感应电机的专利，希望能够取代特斯拉的专利，因为他认为他不得不花很多的钱来确保特斯拉的专利许可。威斯汀豪斯还另外购买了Lucien Gaulard和John Dixon Gibbs的交流变压器专利。
“电流战争”通常被理解为威斯汀豪斯与爱迪生之间的斗争，但是实际上远远不止这些。“电流战争”涉及到很多美国和欧洲公司，这些公司都在电力分配系统中有巨额投资，他们都希望自己的电力分配系统能取得更大的市场份额。

## 电力传输

### 参与竞争的传输系统
爱迪生的直流系统包括发电站和连接负载（电灯和电机）很粗的导线。整个系统采用相同的电压，比如客户使用的100V电灯连接在输出电压为110V的发电机上，这种电压差允许发电机与负载之间有一些损耗，也就是电压降。选择这样的电压是为了方便当时电灯的制造，因为高阻抗的碳灯丝能承受100V的电压，并足够经济以保证与煤气灯之间竞争的优势。当时的人們認為100V不會帶來顯著的致命触电風險。

## 相关影视作品
- 2019年美國電影《電流大戰》

## 延伸阅读
- Berton, Pierre. . New York: Kodansha International. 1997. ISBN 978-1-56836-154-3.
- Bordeau, Sanford P. . Minneapolis, Minnesota: Burgess Pub. Co. 1982. ISBN 978-0-80874-908-0.
- Edquist, Charles; Hommen, Leif; Tsipouri, Lena J. . Economics of science, technology, and innovation 16. Boston: Kluwer Academic. 2000. ISBN 978-0-79238-685-8.
- . The Electrical Engineer (London, UK: Biggs & Co.). May 18, 1888: 568–572.
- . The Electrical Engineer (London, UK: Biggs & Co.). May 12, 1893: 458–459, 484–485 & 489–490.
- Foster, Abram John. . New York: Arno Press. 1979. ISBN 978-0-40511-983-5.

## 外部連結
- Thomas Edison Hates Cats （页面存档备份，存于） - AC vs DC an online video mini-history.
- War of the Currents （页面存档备份，存于）. PBS.